# Dimitrios Wuduris
Dimitrios Wuduris – grecki zapaśnik walczący w stylu wolnym. Siódmy na mistrzostwach Europy w 1992 i jedenasty w 1994. Srebrny medalista igrzysk śródziemnomorskich w 1991 roku.